# ウルヴヒル・アヴ・ノルゲ
ウルヴヒル・アヴ・ノルゲ（古ノルド語：Úlfhildr Ólafsdóttir, ノルウェー語：Ulvhild av Norge, 1020年 - 1071年5月24日）は、ノルウェー王女、ザクセン公オルドルフの妃。

## 生涯
ウルヴヒルはノルウェー王オーラヴ2世とアストリッド・オーロフスドッテル・アヴ・スヴェーリエの間に父の唯一の嫡出子として1020年に生まれた。庶子の異母弟にマグヌス1世がいる。おそらくサルプスボルグで生まれ、同地で育てられた。
1028年、ウルヴヒルは両親と共にヴェストランに向かい、1029年には両親と共にノルウェーを離れスウェーデンに向かった。ウルヴヒルが父親と異母弟に従いロシアに向かったのか、それとも母親と一緒にスウェーデンに留まったのかは定かではないが、1030年に父親の死から、異母弟のマグヌスが王位につくため一緒に1035年にノルウェーへ戻るまでスウェーデンに滞在した。ウルヴヒルは美人と評され、聖人となったオーラヴ2世の唯一の嫡出子として非常に尊重されていたと考えられている。
1042年11月10日、ウルヴヒルはザクセン公ベルンハルト2世の息子オルドルフと結婚した。この結婚はザクセンとデンマークの同盟関係を強化するためのものであったとみられる。ウルヴヒルの異母弟マグヌス1世は、ヴェンド人と戦うことによりデンマークにおける地位を強化使用としており、そのためにザクセン公の支援を期待したのである。このような政治的交渉が行われる中、結婚式はシュレースヴィヒ大司教およびブレーメン大司教の司式によりシュレースヴィヒで行われた。夫オルドルフはノルウェーとの同盟を忠実に守ったが、ウルヴヒルの動向に関しては伝わっていない。
ウルヴヒルとオルドルフの間には1子マグヌスが生まれた。